# Гашунское сельское поселение
Гашу́нское се́льское поселе́ние — муниципальное образование в Зимовниковском районе Ростовской области Российской Федерации.
Административный центр — посёлок Байков.

## Состав сельского поселения
| № | Населённый пункт | Тип населённого пункта          | Население |
| - | ---------------- | ------------------------------- | --------- |
| 1 | Байков           | посёлок, административный центр | 872       |
| 2 | Большая Поляна   | посёлок                         | 64        |
| 3 | Большой Гашун    | посёлок                         | 98        |
| 4 | Ергени           | посёлок                         | 34        |
| 5 | Мацинин          | хутор                           | 155       |
| 6 | Полынный         | посёлок                         | 118       |

## Население
| 2010  | 2012  | 2013  | 2014  | 2015  | 2016  | 2017  |
| ----- | ----- | ----- | ----- | ----- | ----- | ----- |
| 1341  | ↘1320 | ↘1308 | ↘1253 | ↘1244 | ↘1194 | ↘1184 |
| 2018  | 2019  | 2020  | 2021  |       |       |       |
| ↘1169 | ↘1153 | ↘1127 | ↘1096 |       |       |       |